# Lijst van ijsmerken
Deze lijst van ijsmerken bevat (alle) wereldwijd bekende ijsmerken. Ze staan gesorteerd per land.

## Nederland
| Merknaam            | Oprichting | Bekende ijssoorten                                        | Opmerkingen                                                                |
| ------------------- | ---------- | --------------------------------------------------------- | -------------------------------------------------------------------------- |
| Australian Homemade | 1989       | Vruchtenijs                                               |                                                                            |
| Dedert IJs          | 1952       | Water- en vruchtenijs onder eigen merken van Supermarkten |                                                                            |
| Hertog              | 1987       | Stroopwafel- en appeltaartijs                             | In 1996 opgekocht door Unilever.                                           |
| Ola                 | 1960       | Raket, Cornetto, Magnum                                   | Staat in veel landen bekend onder andere namen, maar behoort tot Unilever. |

## België
| Merknaam  | Oprichting | Bekende ijssoorten                     | Opmerkingen                                |
| --------- | ---------- | -------------------------------------- | ------------------------------------------ |
| IJsboerke | 1935       | Suikervrij- en sojaijs                 | Tweede grootste roomijsverkoper in België. |
| Ysco      | 1949       | Jumbo- (magnum),hoorntjes- en schepijs | Grootste Belgische roomijsfabrikant.       |

## Verenigde Staten
| Merknaam      | Oprichting | Bekende ijssoorten                    | Opmerkingen                          |
| ------------- | ---------- | ------------------------------------- | ------------------------------------ |
| Ben & Jerry's | 1978       | Chocolate Fudge Brownie, Cookie dough | Nederlandse productie door Unilever. |
| Häagen-Dazs   | 1960       | Almond Hazelnut Swirl, Black Walnut   | Merk van Nestlé.                     |